# Unidad Habitacional 16 Ciudad Industrial
Unidad Habitacional 16 Ciudad Industrial är en ort i Mexiko.   Den ligger i kommunen Irapuato och delstaten Guanajuato, i den centrala delen av landet, 260 km nordväst om huvudstaden Mexico City. Unidad Habitacional 16 Ciudad Industrial ligger 1 724 meter över havet och antalet invånare är 112.
Terrängen runt Unidad Habitacional 16 Ciudad Industrial är en högslätt, och sluttar söderut. Runt Unidad Habitacional 16 Ciudad Industrial är det tätbefolkat, med 257 invånare per kvadratkilometer. Närmaste större samhälle är Irapuato, 7,6 km väster om Unidad Habitacional 16 Ciudad Industrial. Trakten runt Unidad Habitacional 16 Ciudad Industrial består till största delen av jordbruksmark.